# Paranotoniscus tuberculatus
Paranotoniscus tuberculatus är en kräftdjursart som beskrevs av Barnard 1932. Paranotoniscus tuberculatus ingår i släktet Paranotoniscus och familjen Styloniscidae. Inga underarter finns listade i Catalogue of Life.